# Ласицкас, Юстас
Ю́стас Ласи́цкас (лит. Justas Lasickas; 6 октября 1997, Вильнюс, Литва) — литовский футболист, полузащитник клуба «Риека» и сборной Литвы.

## Биография

### Клубная карьера
Воспитанник школы вильнюсского «Жальгириса». На взрослом уровне начинал играть в 2013 году в фарм-клубе «Жальгириса». За основной состав команды дебютировал 23 ноября 2014 года, в матче чемпионат Литвы с клубом «Гранитас». В составе «Жальгириса» Ласицкас выступал до 2017 года и трижды выиграл с командой чемпионат страны, однако стать основным игроком клуба так и не смог. В 2017 году на правах аренды он перешёл в сербский клуб «Земун», где провёл один сезон и сыграл 34 матча и забил 3 гола в чемпионате Сербии. Летом 2018 года, после окончания аренды, игрок покинул «Жальгирис» и подписал контракт с польским клуб «Ягеллония», однако за целый сезон в клубе сыграл лишь в одном матче чемпионате Польши и одном матче Кубка Польши. Летом 2019 года перешёл в сербский клуб «Вождовац».

### Карьера в сборной
Дебютировал за сборную Литвы 24 марта 2018 года в товарищеском матче со сборной Грузии, в котором вышел на замену на 60-й минуте вместо Арвидаса Новиковаса.

## Достижения
«Жальгирис»
- Чемпион Литвы (3): 2014, 2015, 2016
- Обладатель Кубка Литвы (2): 2015/2016, 2016
- Обладатель Суперкубка Литвы (2): 2016, 2017